# Жива библиотека
Жива библиотека је средство за подстицање равноправности, преиспитивање предрасуда и борбу против дискриминације.

## Настанак
Прва Жива библиотека организована је у Данској 2000. године на фестивалу Роскилде по идеји омладинске невладине организације "Стоп насиљу" са седиштему Копенхагену. На првој живој библиотеци учествовало је 75 живих књига које су читане четири дана трајања фестивала. Године 2008. је формирана организација "Људска библиотека" са циљем јачања социјалне кохезије и поштовања различитости и људских права кроз удруживање активних организатора из целог света.

## Тим Живе библиотеке
У Тим Живе библиотеке улазе: организатори, књиге, библиотекари, особље, модератори-промотери и речници (преводиоци писаних текстова-усмени преводиоци).

## Каталог
Каталог књига у Живој библиотеци чине живе књиге.Наслови књига кореспондирају са репрезентативном групом људи који су често подвргнути стереотипима, предрасудама и изложени су ризику  да буду дискриминисани или то већ јесу.

## Жива библиотека у Србији
Жива библиотека је први пут организована у Србији 2012. године у сарадњи Канцеларије Савета Еврпопе у Београду са Министарством омладине и спорта иповереника за заштиту равноправности Републике Србије.